# Europamästerskapen i breakdance 2023
Europamästerskapen i breakdance 2023 hölls mellan den 6 och 7 maj 2023 i Almería i Spanien. Det var den tredje upplagan av europamästerskapen i breakdance som arrangerades av World DanceSport Federation. 
Mästerskapet gav de tävlande kvalpoäng till olympiska sommarspelen 2024 i Paris.

## Medaljörer
| Gren    | Guld                             | Silver                           | Brons                        |
| B-Girls | Dominika Baniewicz (Nicka) (LTU) | Anna Ponomarenko (Stefani) (UKR) | Sya Dembélé (Syssy) (FRA)    |
| B-Boys  | Menno van Gorp (Menno) (NED)     | Lou Demierre (Lee) (NED)         | Juan de la Torre (Xak) (ESP) |